# 麥克·蓋拉迪斯
麥克·蓋拉迪斯（Michael James Gladis，1977年8月30日—）是美國的一位演員。他最著名的作品是在電視劇廣告狂人中飾演Paul Kinsey角色。